# Stazione di Hurden
La stazione di Hurden (in tedesco Bahnhof Hurden) è una fermata ferroviaria a servizio dell'omonima frazione nel comune svizzero di Freienbach sulla ferrovia Rapperswil-Pfäffikon.

## Storia
La fermata fu attivata il 26 agosto 1878, in occasione dell'apertura della linea Rapperswil-Pfäffikon.

## Strutture e impianti
La fermata dispone di un binario dotato di marciapiede per il servizio passeggeri. È dotata di un piccolo fabbricato viaggiatori.

## Movimento
La fermata è servita da treni a cadenza semioraria sulla relazione Rapperswil - Einsiedeln (linea S40 della rete celere di Zurigo).

## Servizi
Nella stazione sono presenti:
- Biglietteria automatica
- Sala d'attesa

## Interscambi
- Fermata autobus (Hurden, Seedammstrasse)[3]